# Мирзоев, Азер
Азе́р Мирзо́ев (азерб. Azər Tahir oğlu Mirzəyev; род. 20 марта 1978, Баку, Азербайджанская ССР) — азербайджанский шахматист, гроссмейстер (2001). В составе сборной Азербайджана участник Олимпиад 1998 и 2000 года.

## Карьера
В ноябре 2024 года выиграл Мемориал Ласло Эперджеси, прошедший в Будапеште (Венгрия).
На турнире «Six Days November 2024» также в ноябре 2024 года в Будапеште занял 6 место.

## Изменения рейтинга
| Графики недоступны из-за технических проблем. См. информацию на Фабрикаторе и на mediawiki.org. |